# Antiche unità di misura del circondario di Pontremoli
Sono qui riportate le conversioni tra le antiche unità di misura in uso nel circondario di Pontremoli e il sistema metrico decimale, così come stabilite ufficialmente nel 1877.
Nonostante l'apparente precisione nelle tavole, in molti casi è necessario considerare che i campioni utilizzati (anche per le tavole di epoca napoleonica) erano di fattura approssimativa o discordanti tra loro.
A causa del metodo inappropriato utilizzato nelle province toscane nel 1808 e a causa dell'impossibilità di reperire tutti i campioni originali, nel 1877 venne stabilito di utilizzare per le unità toscane i valori del 1808 però in forma approssimata.

## Misure di lunghezza
| Comuni                                        | Denominazione       | Valore   | Unità |
| --------------------------------------------- | ------------------- | -------- | ----- |
| Pontremoli, Zeri                              | Braccio da panno    | 0,692000 | m     |
| Pontremoli, Zeri                              | Braccio da muratore | 0,551000 | m     |
| Bagnone, Filattiera, Villafranca in Lunigiana | Braccio mercantile  | 0,738000 | m     |
| Bagnone, Filattiera, Villafranca in Lunigiana | Braccio fiorentino  | 0,583626 | m     |
| Mulazzo                                       | Braccio             | 0,724200 | m     |

Il braccio da panno di Pontremoli si divide in 8 ottavi.
Il braccio da muratore di Pontremoli si divide in 12 once.
Il braccio mercantile di Bagnone si divide in metà, terzi e quarti.
Il braccio agrimensorio di Bagnone, il braccio fiorentino, si divide in 20 soldi, il soldo in 12 denari.
Il braccio di Mulazzo si divide in metà, terzi e quarti.
Nella borgata Caprio, aggregata al comune di Filattiera, si usano le misure di Pontremoli anziché quelle di Bagnone usate in Filattiera.
Il comune di Mulazzo si suddivide in numerose borgate, alcune delle quali usano le misure di Bagnone, altre quelle di Pontremoli.

## Misure di superficie
| Comuni                                     | Denominazione            | Valore    | Unità |
| ------------------------------------------ | ------------------------ | --------- | ----- |
| Pontremoli, Zeri                           | Canna                    | 4,857616  | m²    |
| Pontremoli, Zeri                           | Quadrato toscano         | 3406,1912 | m²    |
| Bagnone, Mulazzo, Villafranca in Lunigiana | Braccio quadrato toscano | 0,340619  | m²    |
| Filattiera                                 | Quartaro                 | 1873,00   | m²    |

Il braccio di Castelnuovo e quello di Gallicano si dividono in 12 once.
Sei braccia di Castelnuovo fanno una pertica.
Cinque braccia di Gallicano fanno una pertica.

## Misure di volume
| Comuni           | Denominazione            | Valore  | Unità |
| ---------------- | ------------------------ | ------- | ----- |
| Pontremoli, Zeri | Braccio cubo da muratore | 167,284 | L     |
| Tutti i comuni   | Braccio cubo             | 198,794 | L     |

Il Braccio cubo da muratore di Pontremoli era pochissimo usato, essendo invece di uso generale il braccio cubo toscano.

## Misure di capacità per gli aridi
| Comuni                                        | Denominazione        | Valore   | Unità |
| --------------------------------------------- | -------------------- | -------- | ----- |
| Pontremoli, Zeri                              | Quartaro             | 22,0200  | L     |
| Bagnone, Filattiera, Villafranca in Lunigiana | Secchia              | 24,6000  | L     |
| Mulazzo                                       | Secchia per grani    | 2,279840 | L     |
| Mulazzo                                       | Secchia per castagne | 2,361380 | L     |

Il quartaro di Pontremoli si divide in 2 mezzi quartari, il mezzo quartaro in 6 quarette.
La secchia di Bagnone si divide in 2 quarte oppure in 7 quarette.
In Caprio, borgata del comune di Filattiera, invece dell'uso di Bagnone si segue quello di Pontremoli.
In Groppoli, borgata di Mulazzo, si usa la secchia di Bagnone.

## Misure di capacità per i liquidi
| Comuni                           | Denominazione      | Valore   | Unità |
| -------------------------------- | ------------------ | -------- | ----- |
| Pontremoli, Zeri, Mulazzo        | Barile da vino     | 32,4000  | L     |
| Pontremoli, Zeri, Mulazzo        | Quarterone da olio | 0,482550 | L     |
| Bagnone, Villafranca, Filattiera | Boccale da vino    | 0,919000 | L     |

Il barile da vino di Pontremoli si divide in 36 boccali, il boccale in 2 mezzette.
Il quarterone da olio di Pontremoli si divide in 2 mezzi, il mezzo in 2 quarti, il quarto in 2 ottavi di quarterone.
Il boccale da vino di Bagnone si divide in 2 mezzi.
In Caprio, borgata di Filattiera, si usava la misura di Pontremoli.
In Groppoli, borgata di Mulazzo, si usava la misura di Bagnone.

## Pesi
| Comuni                                        | Denominazione | Valore  | Unità |
| --------------------------------------------- | ------------- | ------- | ----- |
| Pontremoli, Zeri, Mulazzo                     | Libbra        | 333,334 | g     |
| Bagnone, Filattiera, Villafranca in Lunigiana | Libbra        | 324,549 | g     |

La libbra si divide in 12 once, l'oncia in 24 denari, il denaro in 24 grani.
25 libbre fanno un peso.
In Caprio, borgata di Filattiera, si usava il peso di Pontremoli.
In Groppoli, borgata di Mulazzo, si usava la libbra di Bagnone.